# 湊町 (兵庫県)
湊町（みなとちょう）は、兵庫県三原郡にあった町。現在の南あわじ市湊・湊里にあたる。
本項では町制前の名称である湊村（みなとむら）についても述べる。

## 地理
- 海洋：播磨灘
- 河川：三原川、大日川、柿木谷川

## 歴史
- 1877年（明治10年） - 近世以来の湊里村・湊浦が合併して湊村となる。
- 1889年（明治22年）4月1日 - 町村制の施行により湊村が単独で自治体を形成。
- 1927年（昭和2年）9月1日 - 湊村が町制施行して湊町となる。
- 1957年（昭和32年）7月1日 - 松帆村・津井村・阿那賀村・伊加利村・志知村と合併して西淡町が発足。同日湊町廃止。